# Zonopterus pulcher
Zonopterus pulcher är en skalbaggsart som beskrevs av Cenek Podany 1968. Zonopterus pulcher ingår i släktet Zonopterus och familjen långhorningar. Inga underarter finns listade i Catalogue of Life.